# Natação no Campeonato Europeu de Esportes Aquáticos de 2021 - 50 m borboleta masculino
A prova dos 50 metros borboleta masculino da natação no Campeonato Europeu de Esportes Aquáticos de 2021 ocorreu nos dias 20 e 21 de maio na Arena Danúbio, em Budapeste na Hungria. 

## Calendário
| Fase          | Data       | Hora  |
| ------------- | ---------- | ----- |
| Eliminatórias | 20 de maio | 10:44 |
| Semifinal     | 20 de maio | 18:41 |
| Final         | 21 de maio | 18:20 |

Todos os horários estão no horário local (UTC+1)

## Recordes
Antes desta competição, os recordes eram os seguintes:
|                       | Nadador        | Tempo | Local   | Data                |
| --------------------- | -------------- | ----- | ------- | ------------------- |
| Recorde mundial       | Andriy Govorov | 22.27 | Roma    | 1 de julho de 2018  |
| Recorde europeu       | Andriy Govorov | 22.27 | Roma    | 1 de julho de 2018  |
| Recorde do campeonato | Andriy Hovorov | 22.48 | Glasgow | 7 de agosto de 2018 |

## Medalhistas
| Ouro                    | Prata                | Bronze               |
| Szebasztián Szabó (HUN) | Andriy Govorov (UKR) | Andrey Zhilkin (RUS) |

## Resultados

### Eliminatórias
Esses foram os resultados das eliminatórias. 
| Pos. | Bateria | Raia | Nadador                | Nacionalidade      | Tempo | Notas            |
| ---- | ------- | ---- | ---------------------- | ------------------ | ----- | ---------------- |
| 1    | 6       | 4    | Szebasztián Szabó      | Hungria            | 23.03 | Q                |
| 2    | 6       | 5    | Andrey Zhilkin         | Rússia             | 23.32 | Q                |
| 3    | 7       | 3    | Thomas Ceccon          | Itália             | 23.39 | Q                |
| 3    | 7       | 5    | Nyls Korstanje         | Países Baixos      | 23.39 | Q                |
| 3    | 5       | 4    | Andrey Minakov         | Rússia             | 23.39 | Q                |
| 6    | 7       | 4    | Andriy Govorov         | Ucrânia            | 23.41 | Q                |
| 6    | 5       | 6    | Maxime Grousset        | França             | 23.41 | Q                |
| 8    | 6       | 6    | Konrad Czerniak        | Polónia            | 23.44 | Q                |
| 9    | 5       | 1    | Thom de Boer           | Países Baixos      | 23.45 | Q                |
| 10   | 5       | 5    | Vladyslav Bukhov       | Ucrânia            | 23.47 | Q                |
| 11   | 7       | 2    | Yauhen Tsurkin         | Bielorrússia       | 23.52 | Q                |
| 12   | 6       | 7    | Grigori Pekarski       | Bielorrússia       | 23.53 | Q                |
| 12   | 5       | 2    | Thomas Verhoeven       | Países Baixos      | 23.53 |                  |
| 14   | 7       | 1    | Florent Manaudou       | França             | 23.54 | Q                |
| 15   | 5       | 7    | Meiron Cheruti         | Israel             | 23.55 | Q                |
| 15   | 6       | 3    | Daniel Zaitsev         | Estónia            | 23.55 | Q                |
| 17   | 5       | 3    | Piero Codia            | Itália             | 23.57 | Q                |
| 18   | 7       | 6    | Kristian Golomeev      | Grécia             | 23.61 |                  |
| 18   | 6       | 2    | Mikhail Vekovishchev   | Rússia             | 23.61 |                  |
| 20   | 5       | 9    | Alberto Lozano         | Espanha            | 23.65 |                  |
| 21   | 4       | 7    | Ümitcan Güreş          | Turquia            | 23.67 |                  |
| 21   | 4       | 4    | Jacob Peters           | Reino Unido        | 23.67 |                  |
| 21   | 6       | 1    | Kristóf Milák          | Hungria            | 23.67 |                  |
| 24   | 4       | 9    | Paweł Korzeniowski     | Polónia            | 23.70 |                  |
| 25   | 4       | 2    | Jan Šefl               | Chéquia            | 23.78 |                  |
| 26   | 6       | 9    | Marcin Cieślak         | Polónia            | 23.81 |                  |
| 27   | 5       | 8    | Niksa Stojkovski       | Noruega            | 23.86 |                  |
| 28   | 7       | 8    | Rasmus Nickelsen       | Dinamarca          | 23.87 |                  |
| 28   | 5       | 0    | Deividas Margevičius   | Lituânia           | 23.87 |                  |
| 30   | 3       | 4    | Simon Bucher           | Áustria            | 23.93 |                  |
| 31   | 7       | 9    | Matteo Rivolta         | Itália             | 23.96 |                  |
| 31   | 3       | 1    | Heiko Gigler           | Áustria            | 23.96 |                  |
| 33   | 4       | 5    | Niko Mäkelä            | Finlândia          | 24.02 |                  |
| 34   | 3       | 6    | Nikola Miljenić        | Croácia            | 24.09 |                  |
| 34   | 4       | 6    | Péter Holoda           | Hungria            | 24.09 |                  |
| 36   | 1       | 7    | Robert Glință          | Roménia            | 24.13 |                  |
| 37   | 4       | 8    | Sergii Shevtsov        | Ucrânia            | 24.17 |                  |
| 37   | 6       | 8    | Joeri Verlinden        | Países Baixos      | 24.17 |                  |
| 39   | 4       | 0    | Ivan Lenđer            | Sérvia             | 24.18 |                  |
| 40   | 3       | 5    | Nicholas Lia           | Noruega            | 24.20 |                  |
| 41   | 3       | 9    | Michał Poprawa         | Polónia            | 24.21 |                  |
| 42   | 3       | 7    | Anton Herrala          | Finlândia          | 24.23 |                  |
| 42   | 4       | 3    | Liubomyr Lemeshko      | Ucrânia            | 24.23 |                  |
| 44   | 3       | 8    | Ramon Klenz            | Alemanha           | 24.30 |                  |
| 45   | 7       | 0    | Julien Henx            | Luxemburgo         | 24.35 |                  |
| 46   | 3       | 2    | Ari-Pekka Liukkonen    | Finlândia          | 24.39 |                  |
| 47   | 1       | 6    | Edward Mildred         | Reino Unido        | 24.41 |                  |
| 48   | 2       | 6    | Alex Ahtiainen         | Estónia            | 24.42 |                  |
| 48   | 3       | 3    | Tomer Frankel          | Israel             | 24.42 |                  |
| 50   | 4       | 1    | Oskar Hoff             | Suécia             | 24.43 |                  |
| 51   | 2       | 4    | Ádám Halás             | Eslováquia         | 24.45 |                  |
| 52   | 2       | 7    | Alexander Kudashev     | Rússia             | 24.56 |                  |
| 53   | 3       | 0    | Richárd Márton         | Hungria            | 24.57 |                  |
| 54   | 2       | 9    | Patrick Johnston       | Irlanda            | 24.62 |                  |
| 55   | 2       | 3    | Martin Espernberger    | Áustria            | 24.63 |                  |
| 56   | 2       | 2    | Bernat Lomero          | Andorra            | 24.82 | Recorde nacional |
| 57   | 1       | 4    | Stefanos Dimitriadis   | Grécia             | 24.83 |                  |
| 58   | 2       | 1    | Tomàs Lomero           | Andorra            | 24.86 |                  |
| 59   | 2       | 5    | Sebastian Luňák        | Chéquia            | 24.89 |                  |
| 60   | 2       | 0    | Elias Persson          | Suécia             | 25.01 |                  |
| 61   | 2       | 8    | Xaver Gschwentner      | Áustria            | 25.19 |                  |
| 62   | 1       | 3    | Dado Fenrir Jasminuson | Israel             | 25.34 |                  |
| 63   | 1       | 5    | Boško Radulović        | Montenegro         | 25.49 |                  |
| 64   | 1       | 2    | Ivan Simonovski        | Macedônia do Norte | 26.17 |                  |
| 65   | 1       | 1    | Even Qarri             | Albânia            | 27.92 |                  |
| 66   | 6       | 0    | Tomoe Zenimoto Hvas    | Noruega            | DNS   | DNS              |
| 66   | 7       | 7    | Noè Ponti              | Suíça              | DNS   | DNS              |

### Semifinal
Esses foram os resultados das semifinais. 
Semifinal 1
| Pos. | Raia | Nadador          | Nacionalidade | Tempo | Notas |
| ---- | ---- | ---------------- | ------------- | ----- | ----- |
| 1    | 4    | Andrey Zhilkin   | Rússia        | 23.02 | Q     |
| 2    | 5    | Nyls Korstanje   | Países Baixos | 23.34 | Q     |
| 3    | 8    | Piero Codia      | Itália        | 23.35 | q     |
| 4    | 6    | Konrad Czerniak  | Polónia       | 23.36 | q     |
| 5    | 3    | Maxime Grousset  | França        | 23.39 |       |
| 5    | 1    | Daniel Zaitsev   | Estónia       | 23.39 |       |
| 7    | 7    | Grigori Pekarski | Bielorrússia  | 23.43 |       |
| 8    | 2    | Vladyslav Bukhov | Ucrânia       | 23.57 |       |

Semifinal 2
| Pos. | Raia | Nadador           | Nacionalidade | Tempo | Notas |
| ---- | ---- | ----------------- | ------------- | ----- | ----- |
| 1    | 6    | Andriy Govorov    | Ucrânia       | 22.97 | Q     |
| 2    | 3    | Andrey Minakov    | Rússia        | 23.10 | Q     |
| 2    | 4    | Szebasztián Szabó | Hungria       | 23.10 | Q     |
| 4    | 5    | Thomas Ceccon     | Itália        | 23.31 | q     |
| 5    | 1    | Florent Manaudou  | França        | 23.41 |       |
| 6    | 7    | Yauhen Tsurkin    | Bielorrússia  | 23.47 |       |
| 7    | 2    | Thom de Boer      | Países Baixos | 23.51 |       |
| 8    | 8    | Meiron Cheruti    | Israel        | 23.59 |       |

### Final
Esse foi o resultado da final. 
| Pos.              | Raia | Nadador           | Nacionalidade | Tempo | Notas |
| ----------------- | ---- | ----------------- | ------------- | ----- | ----- |
| Medalha de ouro   | 6    | Szebasztián Szabó | Hungria       | 23.00 |       |
| Medalha de prata  | 4    | Andriy Govorov    | Ucrânia       | 23.01 |       |
| Medalha de bronze | 5    | Andrey Zhilkin    | Rússia        | 23.08 |       |
| 4                 | 8    | Konrad Czerniak   | Polónia       | 23.09 |       |
| 5                 | 7    | Nyls Korstanje    | Países Baixos | 23.14 |       |
| 6                 | 3    | Andrey Minakov    | Rússia        | 23.18 |       |
| 7                 | 1    | Piero Codia       | Itália        | 23.54 |       |
| 8                 | 2    | Thomas Ceccon     | Itália        | 23.56 |       |

Legenda
| Recorde mundial       | Recorde mundial (World record)               |                       | Recorde africano                      | Recorde africano (African) |                                           | Q | Classificado por posição (Qualified) |
| Recorde do campeonato | Recorde do campeonato (Championship record)  | Recorde da América    | Recorde da América (Americas)         | q                          | Classificado por melhor tempo (Qualified) |   |                                      |
| Melhor marca do ano   | Melhor marca do ano (World leading)          | Recorde asiático      | Recorde asiático (Asian)              | DNS                        | Não largou (Did not start)                |   |                                      |
| Recorde nacional      | Recorde nacional (National record)           | Recorde europeu       | Recorde europeu (European)            | DNF                        | Não terminou (Did not finish)             |   |                                      |
| Recorde pessoal       | Recorde pessoal do atleta (Personal best)    | Recorde da Oceania    | Recorde da Oceania (Oceania)          | DSQ / DQ                   | Desclassificado (Disqualified)            |   |                                      |
| Recorde da temporada  | Recorde da temporada do atleta (Season best) | Recorde sul-americano | Recorde sul-americano (South America) | NM                         | Sem marca (No mark)                       |   |                                      |